# Râul Stânca
Râul Stânca este un curs de apă, afluent al râului Agapia.

## Hărți
- Parcul Vânători-Neamț